# Geschichtsmuseum der Stadt Lüdenscheid

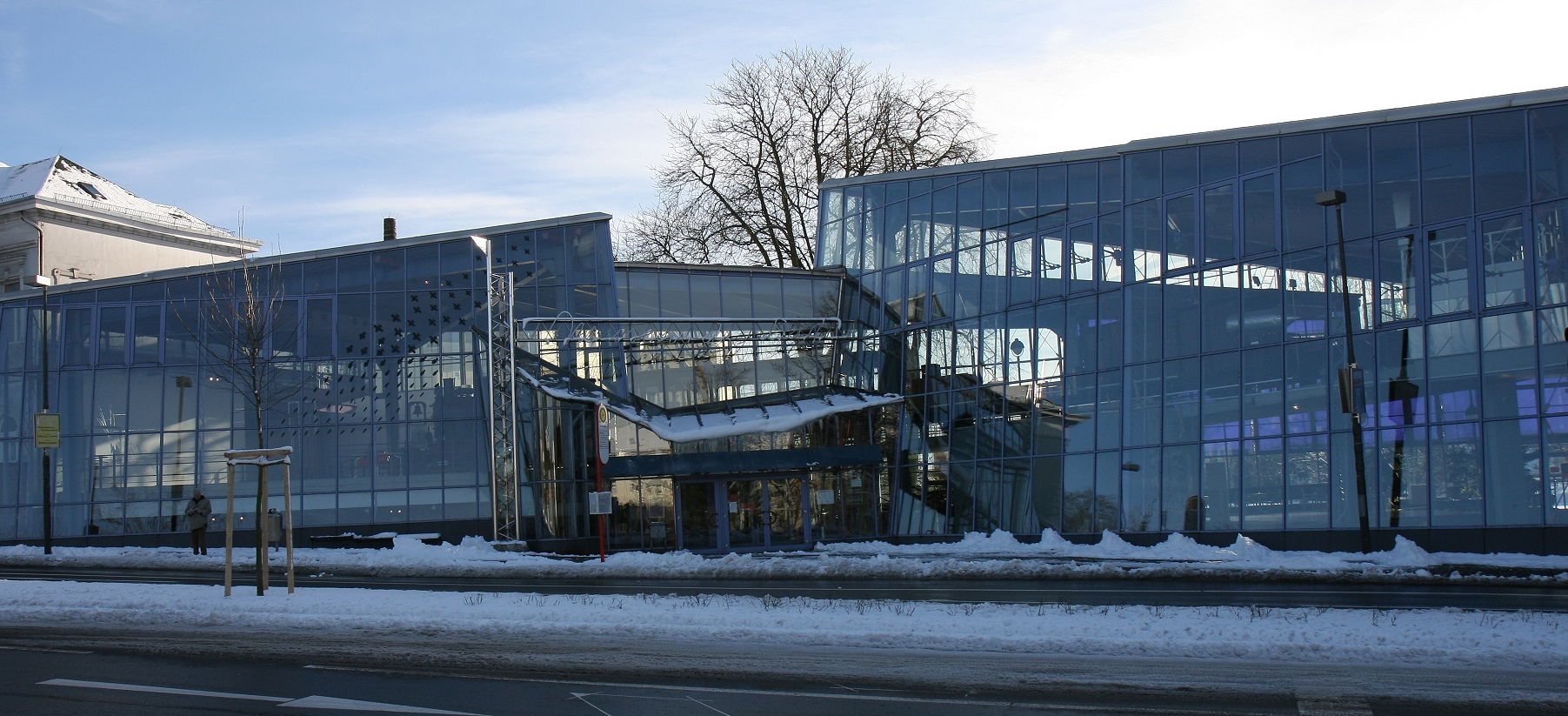
Neubau

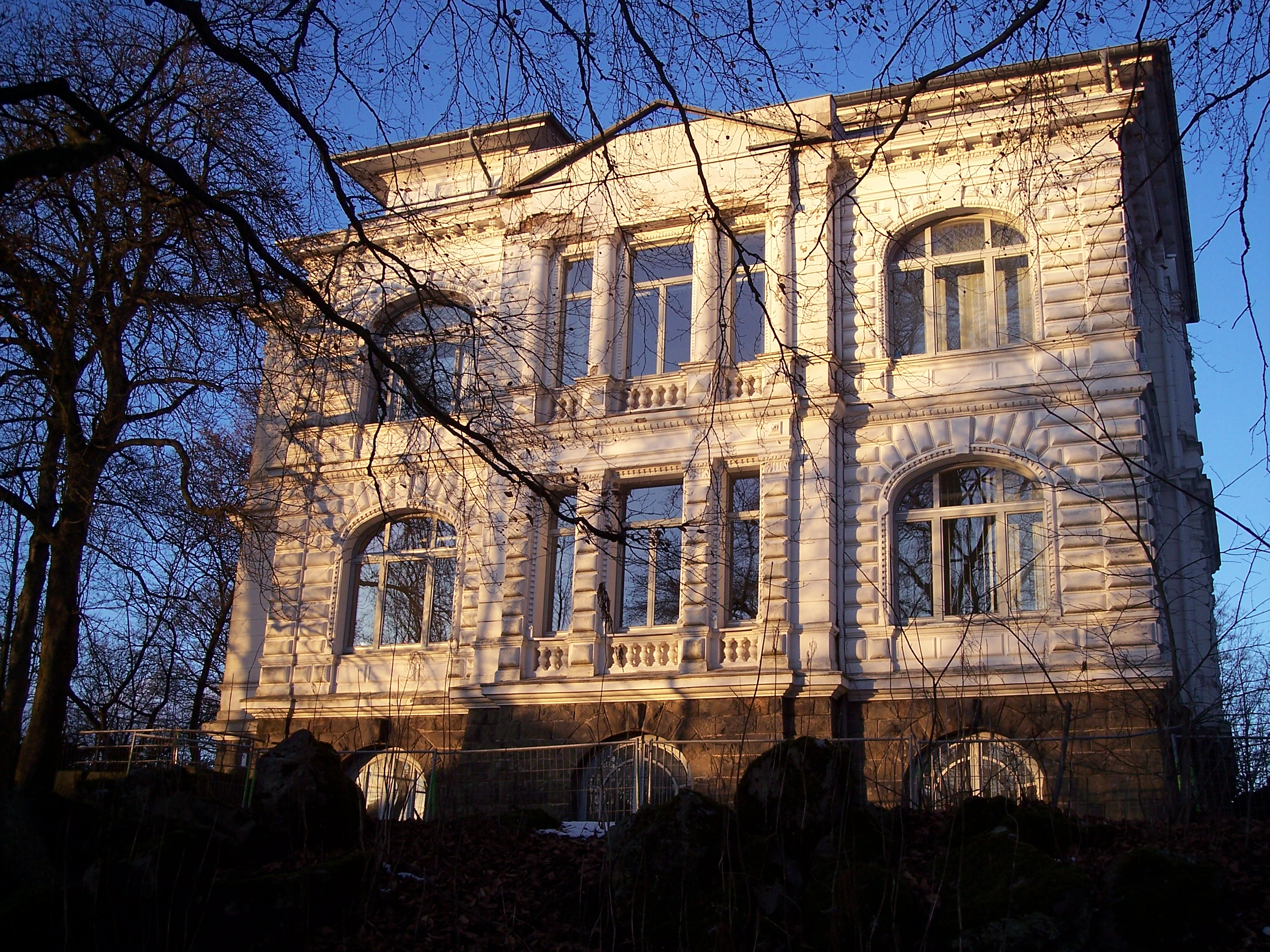
Früheres Museumsgebäude

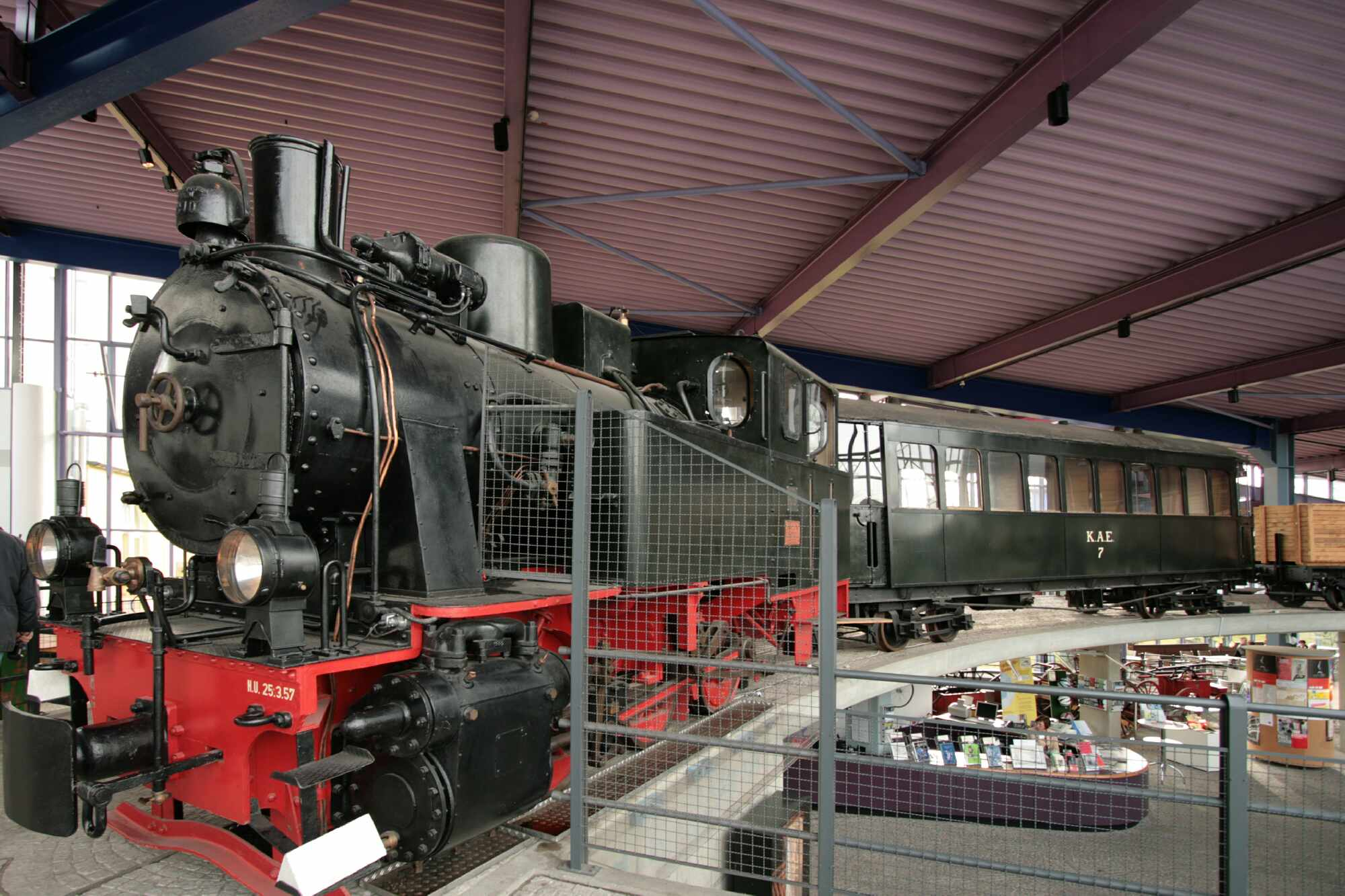
Zur Ausstellung gehört ein Kleinbahnzug

Das Geschichtsmuseum der Stadt Lüdenscheid ist ein Heimatmuseum südlich des Stadtkerns von Lüdenscheid, unweit von der Einkaufszone Wilhelmstraße und dem Rathaus entfernt. Es wurde 1988 am jetzigen Standort eröffnet, nachdem es zuvor über Jahrzehnte in der Villa Liebigstraße 11 seine Heimstatt hatte. Für die neue Unterbringung wurde das alte Amtshaus umgenutzt und mit einer benachbarten Villa durch einen transparenten Neubau verbunden. Schwerpunkt des Museums sind die Stadt- und Regionalgeschichte.

## Dauerausstellungen
Zur Dauerausstellung zählen Objekte zur Industrie- und Technikgeschichte, darunter ein historischer Kleinbahnzug der Kreis Altenaer Eisenbahn AG, ein Dampfstromerzeuger, Modelle des Zeppelins sowie feuerwehrhistorische Geräte. Die einmalige Sammlung von Knöpfen seit der Bronzezeit bis in die Gegenwart erinnert an die Tradition Lüdenscheids als „Knopfstadt“ im 19. Jahrhundert. Zur Ausstellung gehören ebenfalls eine bedeutende Sammlung historischer Landkarten, vornehmlich aus der Grafschaft Mark und einige Stadtmodelle. Im Alten Amtshaus, vormals Sitz des Amtes Lüdenscheid mit der Gemeinde Lüdenscheid-Land, ist der historische Sitzungssaal mit Jugendstilausstattung zu besichtigen. In der Galerie wird deutsche Kunst nach 1945 ausgestellt.

## Sonderausstellungen
Zu den bisherigen Sonderausstellungen zählen:
- „Preußen und Wir – Wirtschaft, Bürgertum und Alltag im südlichen Westfalen 1800–1918“ (1998–1999)
- „Der Traum vom Fliegen – Carl Berg und die Luftschiffidee von Lüdenscheid bis Lakehurst“ (2000–2001)
- „Verborgene Schätze – Neun Mythen im Sauerland“ (2002–2003)
- „Rot oder tot - Die große Feuerwehrausstellung“ (2004)
- „Triumph der Luxusklasse – Selve, Maybach und die Traditionen des Motorenbaus im Süden“ (2004 – 27. März 2005)
- „Loveletters vom Lennestrand - Liebe im Sauerland“ (2005)
- „SchützenWelten – Bewegte Traditionen im Sauerland“ (14. Oktober 2006 – 20. Mai 2007)
- „SportGeist – Die Kulturgeschichte von Turnen und Sport in Westfalen“ (16. September 2007 – 16. März 2008)
- „Preußen – Aufbruch in den Westen. Geschichte und Erinnerung – Die Grafschaft Mark zwischen 1609 und 2009“ (2009)
- „HARIBO – Mit dem Goldbären zur Kultmarke“ (19. September 2010 – 1. Mai 2011)
- „Wir hier! - Zuwanderung in Lüdenscheid und im Märkischen Kreis“ (3. Juni 2012 – 26. Mai 2013)
- „Wider Napoleon!“ (1. Dezember 2013 – 4. Mai 2014)
- „Leuven, August 1914 - Die Unschuld verloren...“ (20. September 2014 – 18. Januar 2015)

Die Museen in der Stadt werden durch den Geschichts- und Heimatverein Lüdenscheid unterstützt.

## Besucherzahlen
In den Städtischen Museen am Sauerfeld wurden im Jahr 2012 insgesamt 27.916 Besucher gezählt. Besonders die die Ausstellung „Ida Gerhardi: Deutsche Künstlerinnen in Paris um 1900“ stieß auch überregional auf großes Interesse. Weitere Höhepunkte im Jahr 2012 waren die Familienmonat-Ausstellung „Ganz privat – Familie“ und die Arbeiten der Weberin Lieselotte Ellenbeck-Hembeck.

## Gebäude
Anfang 2013 gab es umfangreiche Diskussionen darüber, ob der Efeu am Gebäude des Geschichtsmuseums weiterhin bestehen bleiben soll oder doch entfernt werden soll. Es bestehe lt. der Politik das Risiko, dass der Efeu an der Gebäudefassade Fugen und Fensterrahmen zerstören könnte und zudem der Efeu auch als Kletterhilfe für diverse Tiere dienen könnte. Auf der anderen Seite gab es Einwände, dass der Efeu auch einen positiven Effekt auf das Raumklima des Museums haben könnte. Für alleine die Entfernung des Efeus von der Fassade des Museums werden von der Stadtverwaltung ca. 40.000 Euro veranschlagt. Zur aktuellen Bewertung der Lage am Gebäude soll evtl. ein Baubiologe als neutraler Fachmann hinzugezogen werden.
Lt. einem Artikel aus den Lüdenscheider Nachrichten vom 2. März 2013 muss aufgrund von massiven Sturmschäden eine prägende Kastanie im Museumsgarten gefällt werden. Die Kastanie sei bereits stark geschädigt und soll lt. dem Artikel durch ihre dicken Äste und Wurzeln das sehr nahestehende Museumsgebäude stark gefährden.
Aus einem Bericht der Lüdenscheider Nachrichten vom 17. April 2013 wurde bekannt, dass die Brandmeldeanlage im Museum für 6.000 Euro erneuert werden soll. Die 40.000 Euro teure Beseitigung des Efeus von der Fassade des ehemaligen Amtshauses sei dagegen zunächst auf Eis gelegt worden.